# Zrzeszenie Związków Zawodowych

Symbol używany przez Zrzeszenie Związków Zawodowych

Zrzeszenie Związków Zawodowych (do 1949 Zrzeszenie Pracowniczych Związków Zawodowych) – centrala związków zawodowych w Polski Ludowej funkcjonująca w okresie 1944-1980. Należała do Światowej Federacji Związków Zawodowych.
Jego kontynuatorką jest obecnie Ogólnopolskie Porozumienie Związków Zawodowych.

## Historia
Pierwsze związki zawodowe zaczęły powstawać z inicjatywy PKWN od lipca 1944. We wrześniu 1944 utworzono Radę Związków Zawodowych w Lublinie. W listopadzie 1944 doszło do spotkania przedstawicieli związkowych, które wyłoniło Tymczasową Komisję Centralną Związków Zawodowych. W 1945 przyjęto ponadto dekret z dnia 6 lutego 1945 o utworzeniu Rad Zakładowych, który wprowadzał we wszystkich zakładach zatrudniających powyżej 20 pracowników „jako organ pracowniczych związków zawodowych, przedstawicielstwo pracownicze w formie Rad Zakładowych”. Do rady mogli być wybierani jedynie przedstawiciele związków zawodowych, wyborcami byli natomiast wszyscy pracownicy.

21 listopada 1945 w Warszawie odbył się Kongres Związków Zawodowych, na którym powołano Zrzeszenie Pracowniczych Związków Zawodowych, zaś organem wykonawczym była Komisja Centralna Związków Zawodowych. W 1949 na mocy ustawy z dnia 1 lipca 1949 o związkach zawodowych, określono, iż:

1) gwarantuje się robotnikom i pracownikom umysłowym prawo dobrowolnego zrzeszania się w związki zawodowe oraz najczynniejszego udziału w sprawowaniu władzy ludowej,
2) znosi się wszelkie pozostałe w spadku po rządach kapitalistycznych przepisy, które ograniczały prawo robotników i pracowników umysłowych do dobrowolnego zrzeszania się w związki zawodowe, poddawały działalność związków zawodowych nadzorowi władz administracyjnych oraz przyczyniały się do rozbijania ruchu zawodowego

Na mocy tej ustawy (art. 5) określono, że „Naczelną reprezentacją ruchu zawodowego w Polsce jest Zrzeszenie Związków Zawodowych”. posiadające osobowość prawną. Jej organami są natomiast Kongres i Centralna Rada Związków Zawodowych. CRZZ prowadziło również rejestr związków zawodowych. Osobowość prawną związku nabywało się po wpisaniu do rejestru CRZZ. W istocie centrala, jak i CRZZ była częścią aparatu państwowego. W 1949 na mocy ustawy z dnia 4 lutego 1949 o Funduszu Wczasów Pracowniczych Komisji Centralnej Związków Zawodowych w Polsce, objęły organizowanie wypoczynków dla pracowników w okresie urlopów wypoczynkowych oraz w czasie wolnym od pracy oraz organizowanie i prowadzenie domów wypoczynkowych, obozów wędrownych, sportowo-wycieczkowych i wycieczek. W 1949 na mocy ustawy z dnia 9 marca 1949 o pracowniczych ogrodach działkowych przekazano w zarząd CRZZ na zasadach wyłączności wszystkie agendy oraz cały majątek ruchomy i nieruchomy towarzystw prowadzących dotychczas ogródki działkowe tworząc jednolitą instytucję Pracownicze Ogrody Działkowe.
Na mocy dekretu z dnia 10 listopada 1954 „o przejęciu przez związki zawodowe zadań w dziedzinie wykonywania ustaw o ochronie, bezpieczeństwie i higienie pracy oraz sprawowania inspekcji pracy” przekazano związkom zawodowym zakres działania Ministra i Opieki Społecznej w dziedzinie wykonywania ustaw o ochronie, bezpieczeństwie i higienie pracy oraz w dziedzinie inspekcji pracy. Tym samym inspektorzy pracy stali się częścią struktur związkowych.
W dniach 20–22 sierpnia 1956 r. miało miejsce plenum Centralnej Rady Związków Zawodowych na której padły postulaty pogłębienia demokracji robotniczej oraz przedstawiono projekt ustawy o uprawnieniach rad zakładowych.
Na mocy ustawy z dnia 30 marca 1965 o bezpieczeństwie i higienie pracy przepisy dotyczące prac wykonywanych w różnych gałęziach pracy wydawała Rada Ministrów w drodze rozporządzeń na wniosek lub po porozumieniu z Centralną Radą Związków Zawodowych. Natomiast przepisy BHP dotyczące prac wykonywanych w poszczególnych gałęziach pracy (przepisy branżowe) wydawały w drodze rozporządzeń właściwi ministrowie w porozumieniu z Ministrem Zdrowia i Opieki Społecznej i w uzgodnieniu z zarządami głównymi odpowiednich związków zawodowych.
Strajki w sierpniu 1980 oraz żądanie niezależnych związków zawodowych doprowadziły do likwidacji Zrzeszenia 31 grudnia 1980. Związki, które wystąpiły ze zrzeszenia w 1981 r. zarejestrowały Ogólnopolską Komisję Współpracy Branżowych Związków Zawodowych. Na mocy Zarządzenia Nr 51 Prezesa Rady Ministrów z dnia 13 grudnia 1981 w sprawie zawieszenia działalności związków zawodowych i niektórych organizacji społecznych na czas obowiązywania stanu wojennego związki te zostały zawieszone, a w związku z wejściem art. 52 ustawy z dnia 8 października 1982 o związkach zawodowych ich rejestracja utraciła moc prawną.

## Struktura

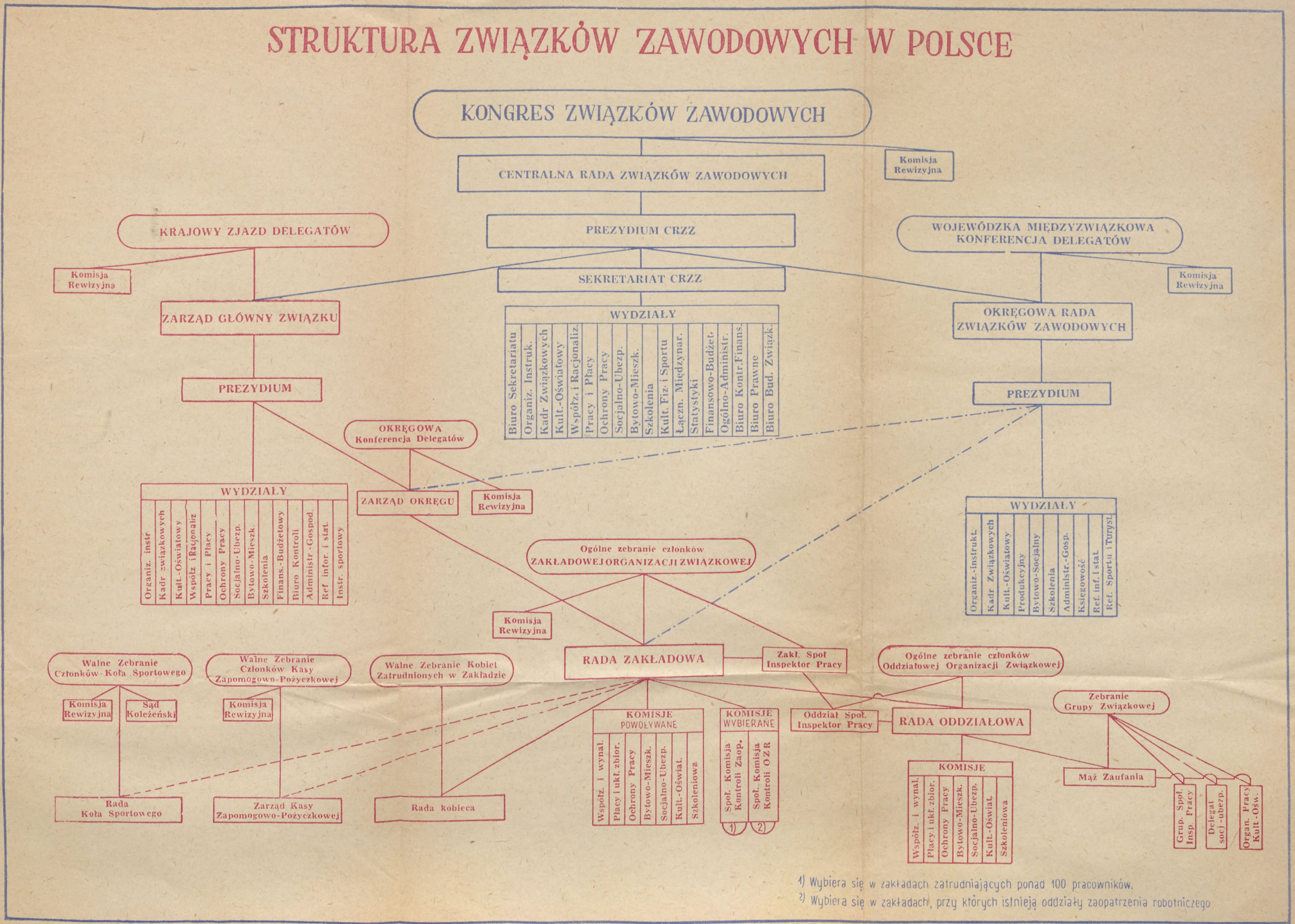
Schemat przedstawiający strukturę związków zawodowych w Polsce Ludowej z 1954 roku

W skali przedsiębiorstwa podstawową jednostkę organizacyjną stanowiła zakładowa organizacja związkowa, której zarządem była rada zakładowa. W zakładach poniżej 20 pracowników rolę rady zakładowej pełnił delegat. Następną instancją były zarządy oddziałowe i okręgowe poszczególnych związków. Każdy związek zawodowy kierowany był przez zarząd główny. Na terenie województw działalność koordynowały Wojewódzkie Komisje Związków Zawodowych. Naczelną władzą był Kongres i wyłaniana przez niego Centralna Rada Związków Zawodowych. Składała się ze 125 członków i 47 zastępców wybranych przez Kongres. Wybierała ona również ze swego grona w jawnym głosowaniu Prezydium CRZZ, w tym przewodniczącego, 2 wiceprzewodniczących oraz 4-6 sekretarzy.

### Władze wykonawcze Zrzeszenia
Od 1944 do 1945 r. centralą kierowała Tymczasowa Komisja Centralna Związków Zawodowych, której przewodniczył Adam Doliński z PPR. W skład Prezydium TKCZZ weszli ponadto: Wacław Przedmojski (PPS), – wiceprzewodniczący, Kazimierz Witaszewski (PPR) – sekretarz generalny, Marian Czerwiński (PPR) – zastępca sekretarza generalnego, Genowefa Sadło (PPS) – skarbnik.
Od 1945 do 1949 r. centralą kierowała Komisja Centralna Związków Zawodowych, na której czele stali:
- Kazimierz Witaszewski (listopad 1945 – listopad 1948)
- Edward Ochab (listopad 1948 – czerwiec 1949)

Od czerwca 1949 centralą po zmianie nazwy kierowała Centralna Rada Związków Zawodowych.
Funkcję przewodniczącego CRZZ pełnili:
- Aleksander Zawadzki (5 czerwca 1949 – 28 kwietnia 1950)
- Wiktor Kłosiewicz (1950 – 1956)
- Ignacy Loga-Sowiński (1956 – 1971)
- Władysław Kruczek (1971 – 1980)
- Jan Szydlak (do 26 sierpnia 1980)
- Romuald Jankowski (27 sierpnia 1980 – grudzień 1980)